# Família Levis
La família Levis fou una nissaga aristocràtica del Regne de França que era vassalla dels Montfort; va esdevenir famosa quan al segle xiii Guiu o Gui de Levis va participar en la croada albigesa i va rebre la senyoria de Miralpeix (Mirepoix) al Llenguadoc.

Escut dels Levis

El primer senyor conegut fou Felip que vivia al segle XII; es va casar amb Isabel i va tenir cinc fills dels quals el gran Miló el va succeir vers 1204 i va tenir només una filla constatada fins al 1252 que es va casar amb Joan de Nanteuil (que vivia encara el 1268) que fou senyor de Levis de iure uxoris. El germà de Miló, Guiu va participar en les guerres dels càtars i va rebre la senyoria de Miralpeix. Fou el pare de Guiu II que el va succeir el 1233. Guiu II es va casar amb Joana i fou el pare de Guiu III, que va pujar al poder vers 1255, i va recuperar la senyoria de Levis. Es va casar amb Isabel de Marly i va tenir diversos fills dels quals Joan I el va succeir a Miralpeix (vers 1297/1300) i fou el pare de Joan II de Miralpeix, i de Gastó, que va obrir la branca de Levis-Leran. Altres germans de Joan I i fills de Guiu III, van posseir diverses senyories: Teobald fou senyor de Sérignac i de Florensac; Pere fou senyor de Villeneuve, de la Grenade i d'Adjoares i bisbe de Magalona (1306), de Cambrai (1309) i de Bayeux (1324); Felip fou senyor de Florensac, senyor de Lévis i vescomte de Lautrec per matrimoni amb Beatriu de Lautrec, vescomtessa de Lautrec, filla de Bertran II de Lautrec i va continuar la línia de senyors de Levis, cedint Florensac al seu germà Eustaqui; i Francesc fou senyor de la Garde i de Montségur.
La família es va dividir en diverses branques destacant les següents:
- Els Lévis-Léran i Lévis-Ajac (amb la terra d'Avesne-le-Comte erigidia en ducat per a Francesc Gastó de Levis el 1784) que porta el títol de duc de Lévis
- Els senyors de Montbrun i de Pennes
- Els vescomtes de Lautrec, comtes de Villars, i senyors de La Roche al Velai
- Els barons de la Voulte-sur-Loire, comtes i després ducs de Ventadour (el vescomtat de Ventadour fou erigit en ducat per carta patent de 1578; els ducs de Ventadour foren fets pars de França per carta patent el 1589)
- Els comtes de Charlus
- Els senyors de Lévis i de Florensac
- Els senyors de Couzan i de Lugny
- Els barons i comtes de Caylus (títol comtal el 1574).